# داندونگ
داندونگ (به لاتین: Dandong) یک شهر مرکزی در جمهوری خلق چین است که در لیائونینگ واقع شده‌است.

## خصوصیات
داندونگ ۱۵٬۰۳۰ کیلومترمربع مساحت و ۲٬۴۴۴٬۶۹۷ نفر جمعیت دارد و ۸ متر بالاتر از سطح دریا واقع شده‌است.

## خواهرخوانده
شهرهای توکوشیما و ویلمینگتن، کارولینای شمالی خواهرخوانده‌های داندونگ هستند.